# Ramón Jáuregui
Ramón Jáuregui Atondo (San Sebastián, 1 de septiembre de 1948) es un ingeniero, abogado y político español.

## Formación
Ramón Jáuregui nació en el barrio donostiarra de Herrera. Es el más pequeño de diez hermanos fruto de un matrimonio navarro emigrado a Guipúzcoa. A los catorce años, al terminar el Bachillerato Elemental, comenzó a trabajar de aprendiz en una fundición en Pasajes, donde llegaría a ser oficial industrial. Al mismo tiempo estudió por el turno nocturno Ingeniería Técnica en la Escuela de Peritos de San Sebastián, concluyendo la carrera con 20 años. Posteriormente, también al margen del trabajo, asistió en turno nocturno a la Facultad de Derecho de San Sebastián, obteniendo la licenciatura en Derecho en 1975. Tras obtener el título abandonó la fundición y comenzó a trabajar en un bufete de abogados laboralistas de la Unión General de Trabajadores en Rentería, donde coincidió con Txiki Benegas, que acababa de ser elegido secretario general del recién constituido Partido Socialista de Euskadi - PSOE. En 1973, Jáuregui se había afiliado al PSOE y a la UGT.

## Trayectoria política

### Inicios
Fue secretario general de la UGT en Guipúzcoa y en Euskadi entre los años 1977 y
1982.
En septiembre de 1978, la corporación municipal donostiarra fue sustituida por una Comisión Gestora nombrada por el Ministerio del Interior, la cual fue presidida por Jáuregui hasta febrero de 1979 y luego por el jeltzale Iñaki Alkiza hasta la celebración de las primeras elecciones municipales democráticas en abril de 1979.  
En dichas elecciones, las primeras elecciones municipales y forales, Ramón Jáuregui fue candidato a la alcaldía por el PSE-PSOE además de candidato para las Juntas Generales de Guipúzcoa, y tras los comicios, que dejaron como alcalde a Jesús María Alkain, Jáuregui fue teniente alcalde del ayuntamiento de San Sebastián hasta junio de 1980. En marzo de 1980 fue elegido diputado al Parlamento Vasco por la provincia de Guipúzcoa en las primeras elecciones al Parlamento, en tanto que en junio del mismo año era elegido secretario general de la UGT del País Vasco, puesto que ocuparía hasta 1982. Abandonó su escaño en el Parlamento Vasco tras las elecciones generales de 1982, al ser nombrado delegado del Gobierno en el País Vasco por el nuevo gobierno socialista, cargo que ocupó hasta 1987. Fue llamado a declarar por el sumario sobre los fondos reservados, más conocido como el caso GAL junto a todos los que fueron delegados del Gobierno y gobernadores civiles en Madrid, Barcelona, el País Vasco y Navarra entre 1983 y 1987, dado que este grupo terrorista de Estado actuó coincidiendo con su mandato en la delegación del Gobierno en Euskadi. 
En 1985 fue elegido presidente del PSE-PSOE, con Txiki Benegas de secretario general.

### Vicelendakari
Tras las elecciones autonómicas de febrero de 1984, la escisión del Partido Nacionalista Vasco (PNV), con la subsiguiente formación de Eusko Alkartasuna (EA), nuevo partido nacionalista liderado por el ex lendakari Carlos Garaikoetxea, produjo una situación de inestabilidad política que desembocó, por parte del lendakari José Antonio Ardanza, en la disolución del parlamento vasco y la convocatoria de elecciones anticipadas que se celebraron el 30 de noviembre de 1986. Con una participación del 71,04 % del electorado, el PSE-PSOE, con Txiki Benegas como candidato a lendakari, obtuvo 19 escaños (con el 22,03 % de los votos), los mismos que en 1984. El PNV consiguió 17 escaños (con el 23,65 % de los votos), 15 menos que en la anterior legislatura. Herri Batasuna logró 13 escaños (17,49 % de los votos), 2 más que en 1984; la recién creada Eusko Alkartasuna obtuvo 13 escaños (15,88 % de los votos); Euskadiko Ezkerra 9 escaños (3 más que en 1984), Coalición Popular consiguió sólo 2 escaños frente a los 7 de 1984; el CDS logró 2 escaños (en 1984 no había obtenido representación). Tras unas negociaciones iniciales con EA y EE, que se frustraron por las exigencias de Carlos Garaikoetxea (entre ellas la de ser lendakari), Benegas renunció. Se emprendieron negociaciones entonces entre el PSE-PSOE y el PNV, que culminaron al aceptar los socialistas apoyar a José Antonio Ardanza como lendakari, constituyendo un gobierno de coalición con Jáuregui como vicelendakari y seis consejeros socialistas y otros seis consejeros del PNV. Benegas renunció a formar parte del ejecutivo. A su vez, la presidencia del parlamento vasco correspondió al socialista Jesús Eguiguren. Jáuregui abandonó la delegación del Gobierno al ser nombrado vicelendakari, puesto que ocupó entre marzo de 1987 y febrero de 1991.
Jáuregui fue el candidato a lendakari en 1990 por el PSE-PSOE y ya por el PSE-EE en 1994, consiguiendo en ambas ocasiones ser la segunda fuerza política. Jáuregui, sin embargo, solo se integró en el Gobierno Vasco tras la formalización del pacto de coalición con el PNV y EA en marzo de 1995, ocupando la consejería de Justicia, cargo que abandonó en septiembre de 1997.

### Secretario general de los socialistas vascos
En 1988, en el V Congreso del PSE-PSOE, Jáuregui sucedió a Txiki Benegas como secretario general del partido. Jáuregui era el candidato del sector "oficial" del PSE, encabezado por Benegas, opuesto a los "críticos", liderados por Ricardo García Damborenea, secretario general de los socialistas vizcaínos. En 1991, en el VI Congreso, fue reelegido. En 1993, fue elegido secretario general del Partido Socialista de Euskadi-Euskadiko Ezkerra (PSE-EE PSOE), partido surgido de la fusión entre el PSE y Euskadiko Ezkerra. Paralelamente, empieza a tener responsabilidades en el PSOE. En 1994, tras el XXXIII Congreso del PSOE, ingresa en la Comisión Ejecutiva Federal. En junio de 1997, en el XXXIV Congreso, es elegido secretario de Política Autonómica, lo que motiva su dimisión como secretario general del PSE-EE (PSOE) en octubre de 1997 (en septiembre había dimitido como consejero del Gobierno Vasco). Es sucedido por Nicolás Redondo Terreros.
Ocupó el puesto de secretario de Política Autonómica del PSOE hasta marzo de 2000.

### Diputado

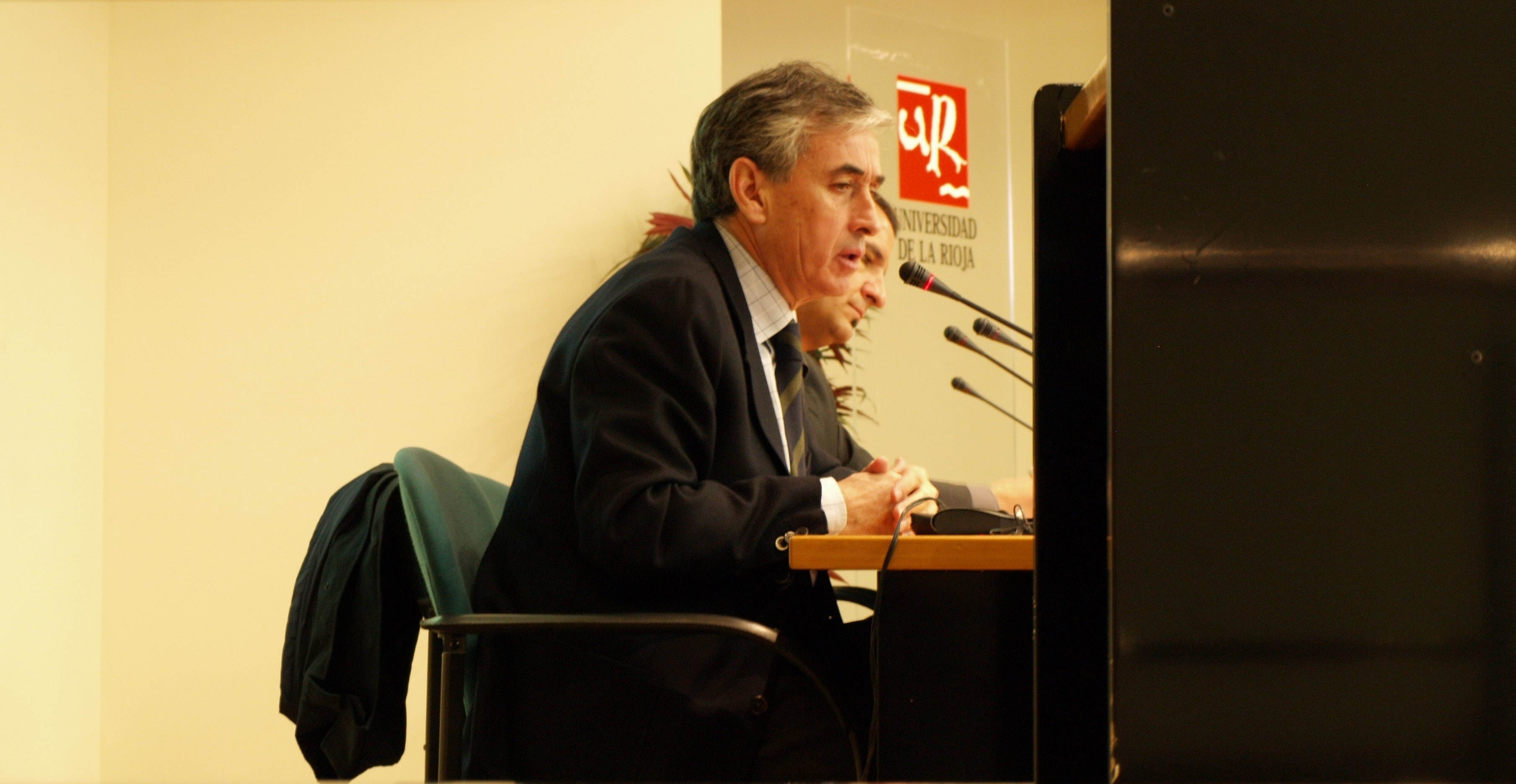
Jáuregui, en la Universidad de La Rioja

En 2000 fue elegido diputado al Congreso. En 2002, tras la dimisión de Nicolás Redondo Terreros, fue nombrado presidente de la comisión gestora del PSE-EE, hasta la celebración del Congreso Extraordinario en el que Patxi López fue elegido nuevo secretario general.
En las elecciones generales de 2004 fue elegido diputado al Congreso por Álava, ocupando el cargo de portavoz del Grupo Parlamentario Socialista en la Comisión Constitucional. En 2008 revalidó su escaño como número uno de la lista presentada por el PSE-EE (PSOE) en Álava, pasando a ser nombrado secretario general del Grupo Parlamentario Socialista.
Partidario de un diálogo y consenso con las fuerzas políticas nacionalistas democráticas, igualmente es partidario desde el Estado de Derecho del diálogo con el entorno de ETA para que abandonen la violencia. No obstante, en el diálogo con el entorno de ETA, su labor puede calificarse de testimonial, siendo el encargado de la negociación por parte del PSE-PSOE, el guipuzcoano Jesús Eguiguren.

### Europarlamentario
En el año 2009 fue número dos de la lista electoral del PSOE al Parlamento Europeo, integrándose tras su elección en el grupo de la Alianza Progresista de Socialistas y Demócratas.
Durante su periodo como europarlamentario ha sido secretario general y portavoz de la delegación socialista española en el Parlamento Europeo, presidente de la Delegación en la Comisión Parlamentaria Mixta UE-México y miembro de la Conferencia de Presidentes de Delegación, la Comisión de Asuntos Constitucionales y la Delegación en la Asamblea Parlamentaria Euro-Latinoamericana, así como suplente de la Comisión de Libertades Civiles y Asuntos de Interior y la Delegación para las Relaciones con la República Popular China.

### Ministro de Presidencia
El 20 de octubre de 2010 es nombrado ministro de Presidencia en sustitución de María Teresa Fernández de la Vega, que deja el Gobierno y la vicepresidencia del Gobierno a Alfredo Pérez Rubalcaba.

### Abandono de la vida pública
En marzo de 2018, en un mitin del PSE-EE en el bilbaíno Teatro Arriaga, Jáuregui anunció su intención de abandonar la vida política cuando acabara la legislatura del Parlamento Europeo en 2019. Al poco de publicarse la noticia, diversas personalidades del partido le expresaron su gratitud por su trayectoria política, destacando Eduardo Madina (destacado dirigente del PSE-EE) y Susana Díaz (secretaria general del PSOE-A).

## Publicaciones
Además de su faceta periodística, publica artículos de opinión en varios medios escritos: Expansión, El Correo, El País, ABC, Público, etc. Ha publicado, entre otros, los siguientes libros:
- 2018. Memoria de Euskadi: El relato de la paz, Madrid, Catarata, ISBN 978-84-9097-482-7.[6]
- 2014. El país que seremos. Un nuevo pacto para la España posible, Madrid, Ediciones Turpial.
- 2004. Un futuro para el trabajo en la nueva sociedad laboral, Tirant lo Blanch, ISBN 978-84-8002-795-3. Con Francisco González de Lena y Juan Ignacio Moltó García.
- 1998. El tiempo que vivimos y el reparto del trabajo, Paidós, Estado y Sociedad, 1998, ISBN 84-493-0597-7. Con Francisco Egea y Javier de la Puerta.
- 1997 - Ramón Jáuregui, «¿Qué es el reparto?», en Ideas desde la izquierda, Coord. Cristina Almeida, Ed. Huerga Fierro, págs. 49-56.
- 1994. El país que yo quiero: memoria y ambición de Euskadi, Barcelona, Editorial Planeta, 1994.

## Distinciones y condecoraciones
- Gran Cruz de la Orden de Carlos III (30 de diciembre de 2011).[7]